# Вулиці Олександрії
Список урбанонімів, тобто площ, проспектів, бульварів, вулиць, провулків та проїздів (загалом 368 одиниць) міста Олександрія.

## Перелік
| Сучасна назва            | Тип   | Колишні назви                                                                                     | Пояснення | Місцевість                       | Дата    |
| ------------------------ | ----- | ------------------------------------------------------------------------------------------------- | --- | -------------------------------- | ------- |
| Визволення               | пл.   |                                                                                                   | | 14-й мкр-н, 15-й мкр-н           |         |
| Героїв Чорнобиля         | пл.   | Свердлова, Європейська                                                                            | Чорнобильська катастрофа | Центр                            | 2017    |
| Кошового                 | пл.   |                                                                                                   | Кошовий Петро Кирилович | Центр                            |         |
| Соборна                  | пл.   | Базарна, Соборна-Базарна, Соборна, Жовтнева (І пол. 1923), Леніна                                 | Історична назва, від Успенського собору (знесений 1935) | Центр                            | 2016    |
| Знам'янська              | пл.   | Павла Корчагіна                                                                                   | Знам'янка | Перемога                         | 2016    |
| Привокзальна             | пл.   |                                                                                                   | | Центр                            |         |
| Покровська               | пл.   | Провіантська, Покровська-Провіантська (1895), Покровська, Кірова                                  | Історична назва, від Покровської церкви (знесена 1936) | Покровка                         | 2016    |
| Будівельників            | пр-т  |                                                                                                   | | Перемога                         |         |
| Соборний                 | пр-т  | Чигиринська, Соборна, Дніпровська, Жовтнева (І пол. 1923), Головна (ДСВ), Жовтнева, Леніна (1970) | Історична назва, від Успенського собору (знесений 1936) | Центр, Тинда, Покровка           | 2016    |
| Космонавта Попова        | бул.  |                                                                                                   | Попов Леонід Іванович | Центр, Тинда                     |         |
| Войнівське               | шосе  |                                                                                                   | Войнівка | Покровка                         |         |
| Дніпропетровське         | шосе  |                                                                                                   | Дніпропетровськ | Заводський мкрн                  |         |
| Звенигородське           | шосе  |                                                                                                   | Звенигородка | Новопилипівка                    |         |
| Користівське             | шосе  |                                                                                                   | Користівка | Пролісок                         |         |
| Кременчуцьке             | шосе  |                                                                                                   | Кременчук | Пролісок                         |         |
| Куколівське              | шосе  |                                                                                                   | Куколівка | Заводський мкрн                  |         |
| Новопразьке              | шосе  | Кіровоградське                                                                                    | Нова Прага | Перемога                         | 2016    |
| 6 Грудня                 | вул.  | Казначейська, Леніна (І пол. 1923) Першотравнева                                                  | 6 грудня 1943 — визволення міста від німецьких окупантів. | Центр, Тинда, Новопилипівка      |         |
| Абрикосова               | вул.  | Базарна, Труховської-Ванеєвої                                                                     | | Перемога                         | 2016    |
| Авіаційна                | вул.  |                                                                                                   | У кварталі забудови для авіаційників | Заводський мкрн                  |         |
| Аджамська                | вул.  |                                                                                                   | Аджамка | Забалка                          |         |
| Айвазовського            | вул.  | Матросова                                                                                         | Айвазовський Іван Костянтинович | Тинда                            |         |
| Анатолія Авдієвського    | вул.  | Орловська                                                                                         | Авдієвський Анатолій Тимофійович, керівник Хору імені Верьовки | Заводський мкрн                  | 2024    |
| Анатолія Кохана          | вул.  | Катігровська, Воловича, Клари Цеткін, Шлях до млина (ДСВ), Клари Цеткін                           | Краєзнавець та лікар Кохан Анатолій Ілліч | Центральна ч-на                  | 2016    |
| Анатолія Перепаді        | вул.  | Гоголя, Трудових Резервів                                                                         | Перепадя Анатоль Олексійович | Байдаківка                       | 2022    |
| Андрія Демченка          | вул.  | Балка                                                                                             | Розстріляний олександрійський підпільник часів ДСВ | Байдаківка                       |         |
| Аполлона Цівчинського    | вул.  | Некрасова                                                                                         | Аполлон Іванович Цівчинський (пом. 1919), міський нотаріус, один із засновників міської бібліотеки, політв'язень. Батько Алли Цівчинської. Помилково вважався будівничим міського театру                                                              | Восьма Школа                     | 2024    |
| Артилеристів             | вул.  |                                                                                                   | У давнину тут знаходилися артилеристські казарми | Центральна ч-на                  |         |
| Барвінкова               | вул.  | Лесі Українки, Маршала Рибалка                                                                    | Барвінок — один з рослинних символів України | Перемога                         | 2023    |
| Берегова                 | вул.  |                                                                                                   | Поруч річка Інгулець | Покровка                         |         |
| Бережна                  | вул.  |                                                                                                   | Поруч річка Інгулець | Центральна ч-на                  |         |
| Березівська              | вул.  |                                                                                                   | Березівка — річка неподалік, притока Інгульця. | ЗеБе                             |         |
| Бессарабська             | вул.  | Молдавська, Енгельса                                                                              | Бессарабія | Покровка                         | 2016    |
| Богдана Хмельницького    | вул.  |                                                                                                   | Богдан Хмельницький | Перемога, 15-й мкр-н             |         |
| Бойківська               | вул.  | Верхньо-Бойківська, Колгоспна                                                                     | Історична дорадянська, від назви місцевості (кутка), за прізвищем місцевого землевласника | 15-й мкр-н                       | 2016    |
| Бориса Нечерди           | вул.  | Комсомольська, Артема                                                                             | Нечерда Борис Андрійович | Перемога                         | 2016    |
| Братська                 | вул.  | Калініна                                                                                          | | Центр                            | 2016    |
| Бульварна                | вул.  | Бульварна, Свердловська (І пол. 1923), Свердлова                                                  | Історична дорадянська, від старого міського бульвару | Центр                            | 2016    |
| Василя Вибрика           | вул.  | частина вулиці Дружби народів                                                                     | Вибрик Василь Родіонович, підполковник, загинув у Афганістані | Байдаківка                       |         |
| Василя Никифорова        | вул.  | Прирічкова, Сергія Лазо                                                                           | Никифоров Василь Миколайович | Покровка                         | 2016    |
| Василя Сухомлинського    | вул.  | 40 років Жовтня                                                                                   | Сухомлинський Василь Олександрович | Перемога                         | 2016    |
| Верболозівська           | вул.  | Шевченка                                                                                          | Вербова Лоза | Вербова Лоза                     |         |
| Верхньо-Головківська     | вул.  | Верхньо-Головківська, Гайдара                                                                     | Історична дорадянська, від назви місцевості (кутка), за прізвищем місцевого землевласника | 14-й мкр-н                       | 2016    |
| Веселкова                | вул.  | Казарменна (част.), Ульянова                                                                      | | Центральна ч-на                  | 2016    |
| Весняна                  | вул.  | Щербакова                                                                                         | | Центральна ч-на                  | 2016    |
| Виноградна               | вул.  | Крупської                                                                                         | | 14-й мкр-н                       | 2016    |
| Вишнева                  | вул.  |                                                                                                   | | Новопилипівка                    |         |
| Вище-Празька             | вул.  |                                                                                                   | У напрямку до Нової Праги | 15-й мкр-н                       |         |
| Військова                | вул.  | Військова, Вільгельма Піка                                                                        | У давнину неподалік знаходилися артилеристські казарми | Центр                            | 2016    |
| Вільхова                 | вул.  |                                                                                                   | | Бадина                           |         |
| Вінницька                | вул.  | Колгоспна                                                                                         | Вінниця | Забалка                          |         |
| Войнівська               | вул.  |                                                                                                   | Войнівка | 14-й мкр-н                       |         |
| Володимира Винниченка    | вул.  | Чонгарська                                                                                        | Винниченко Володимир Кирилович | Восьма Школа                     | 2022    |
| Володимирська            | вул.  | Міліцейська                                                                                       | Володимир Святославич | Центр                            | 2022    |
| Вугільна                 | вул.  |                                                                                                   | | Покровка                         |         |
| В'ячеслава Чорновола     | вул.  | Фрунзе, Карбишева                                                                                 | Чорновіл В'ячеслав Максимович | Центральна ч-на                  | 2022    |
| Гвардійська              | вул.  | Чкалова, Червоногвардійська                                                                       | | Забалка                          | 2016    |
| Георгія Нарбута          | вул.  | Короленка                                                                                         | Нарбут Георгій Іванович, український художник-графік, автор перших українських державних знаків | Забалка                          | 2024    |
| Героїв Небесної Сотні    | вул.  | Цегельний завод, Пожарського                                                                      | Небесна сотня | Байдаківка                       | 2023    |
| Героїв Крут              | вул.  | Говорова                                                                                          | Бій під Крутами (1918) | Перемога                         | 2023    |
| Героїв Нацгвардії        | вул.  | Пушкіна                                                                                           | Героїчних захисників України з Національної гвардії України | Заводський мкрн, ЗеБе            | 2023    |
| Героїв-рятувальників     | вул.  | Чайковського, Жуковського                                                                         | Героїчних рятувальників | Перемога                         | 2022    |
| Гетьмана Мазепи          | вул.  | Автомобільна, Героїв Сталінграда                                                                  | Іван Мазепа | Бам, Тинда, 15-й мкр-н, Перемога | 2022    |
| Гірнича                  | вул.  |                                                                                                   | | Забалка                          |         |
| Гоголя                   | вул.  |                                                                                                   | Гоголь Микола Васильович | Восьма Школа                     |         |
| Горіхова                 | вул.  |                                                                                                   | |                                  |         |
| Грецька                  | вул.  | Матросова                                                                                         | На території місцевості мешкає багато родин греків. Вулиця перетинає кілька вулиць з грецькими родинами. | Восьма Школа                     | 2023    |
| Григорія Волкова         | вул.  | Фадєєва                                                                                           | Волков Григорій Іванович | 14-й мкр-н                       | 2016    |
| Григорія Логвина         | вул.  | Петровського, Петрівська                                                                          | Логвин Григорій Никонович | Перемога, 15-й мкр-н             | 2016    |
| Григорія Сковороди       | вул.  | Менжинського                                                                                      | Сковорода Григорій Савич | 14-й мкр-н                       | 2016    |
| Григорія Сокальського    | вул.  | Крюківська, Карла Лібкнехта                                                                       | Сокальський Григорій Григорович | Центр, ЗеБе                      | 2016    |
| Григорія Усика           | вул.  | Абазинська, Червоноармійська (з листопада 1922)                                                   | Козак Григорій Усик з братами заснував Олександрію (раніше — село Усівка) | Центр                            | 2016    |
| Данила Апостола          | вул.  | Леніна, Радищева                                                                                  | Гетьман Данило Апостол | Бадина                           | 2024    |
| Дачна                    | вул.  | Невського                                                                                         | | Дачне селище «Чайка»             | 2023    |
| Джерельна                | вул.  | Насосна, Івана Зайця                                                                              | Поруч з Перемозьким водосховищем | Байдаківка                       | 2016    |
| Діброви                  | вул.  | Інгульська, Вокзальна (1901), Перекопська (І пол. 1923 — червень 1945)                            | Діброва Ілля Данилович | Центр                            |         |
| Дмитра Вишневецького     | вул.  | Багратіона                                                                                        | Дмитро Вишневецький | Байдаківка                       | 2023    |
| Дмитра Яворницького      | вул.  | 1 Травня, Тимірязева                                                                              | Яворницький Дмитро Іванович, історик козацтва | Перемога                         | 2024    |
| Дніпровська              | вул.  |                                                                                                   | Дніпро | Центр                            |         |
| Донецька                 | вул.  |                                                                                                   | Донецьк | Пролісок                         |         |
| Елеваторна               | вул.  | Елеваторна, Революціонерів Воробйових                                                             | | Центральна ч-на                  | 2016    |
| Енергетиків              | вул.  |                                                                                                   | |                                  |         |
| Єфремова                 | вул.  | Нова                                                                                              | Єфремов Михайло Єфремович | Заводський мкрн                  |         |
| Євгена Гребінки          | вул.  | Менделєєва                                                                                        | Гребінка Євген Павлович, український письменник | Забалка                          | 2024    |
| Євгена Коновальця        | вул.  | Ливарна, Сидоренка                                                                                | Коновалець Євген Михайлович | Бам                              | 2023    |
| Євгена Чикаленка         | вул.  | Чехова                                                                                            | Чикаленко Євген Харлампійович, український благодійник, громадський діяч, публіцист | Байдаківка                       | 2024    |
| Житомирська              | вул.  |                                                                                                   | Житомир |                                  |         |
| Заводська                | вул.  |                                                                                                   | | Заводський мкрн                  |         |
| Залізнична               | вул.  |                                                                                                   | Перетинає залізницю | ЗеБе, Заводський мкрн            |         |
| Заміська                 | вул.  | Робітнича                                                                                         | | Селище Аварійне                  | 2024    |
| Запорізька               | вул.  | Чапаєва                                                                                           | Запорозька Січ | Заводський мкрн, ЗеБе            | 2016    |
| Зарічна                  | вул.  |                                                                                                   | Поруч протікає річка Березівка — притока Інгульця. | Заводський мкрн                  |         |
| Захисників України       | вул.  | Дзержинського                                                                                     | Захисиники України | Центральна ч-на, ЗеБе            | 2016    |
| Златопіль                | вул.  |                                                                                                   | Златопіль | Пролісок                         |         |
| Знам'янська              | вул.  | пров. Червоний                                                                                    | Знам'янка | 14-й мкр-н, 15-й мкр-н, Перемога |         |
| Зоряна                   | вул.  | Суворова, Червонозоряна                                                                           | | Центральна ч-на                  | 2016    |
| Івана Багряного          | вул.  | Пархоменка, Ушакова                                                                               | Іван Багряний | Байдаківка                       | 2023    |
| Івана Виговського        | вул.  | Шевченка, Малиновського                                                                           | Гетьман Іван Виговський | Байдаківка                       | 2023    |
| Івана Миколайчука        | вул.  | Уляни Громової                                                                                    | Миколайчук Іван Васильович | Забалка                          | 2023    |
| Івана Піддубного         | вул.  | Петровського, Ушинського                                                                          | Піддубний Іван Максимович | Центральна ч-на, Бам             | 2024    |
| Івана Чиркіна            | вул.  | Березівська, 20 років Жовтня                                                                      | Іван Олексійович Чиркін (1863—1944), засновник і перший директор школи на вулиці у приміщенні школи № 4. | Покровка                         | 2016    |
| Іванівська               | вул.  | Іванівська, Піонерська                                                                            | Історична дорадянська назва | 14-й мкр-н                       | 2016    |
| Ігоря Сікорського        | вул.  | Котовського, Бєлінського                                                                          | Сікорський Ігор Іванович | Перемога                         | 2022    |
| Іллі Звєрєва             | вул.  |                                                                                                   | Звєрєв Ілля Юрійович, російський письменник | Перемога                         |         |
| Іллі Шевченка            | вул.  | Клубна, 40 років Перемоги                                                                         | Ілля Шевченко (1923—2020) — місцевий педагог, почесний громадянин | Перемога                         | 2023    |
| Інгулецька               | вул.  |                                                                                                   | Інгулець | Центральна ч-на                  |         |
| Калинова                 | вул.  | Хасанська                                                                                         | Калина — рослинна-символ України | Восьма Школа                     | 2024    |
| Кам'яна                  | вул.  | Сакко і Ванцетті                                                                                  | Історична дорадянська назва | Покровка                         | 2016    |
| Квіткова                 | вул.  |                                                                                                   | | Байдаківка                       |         |
| Київська                 | вул.  |                                                                                                   | | Перемога, 15-й мкр-н             |         |
| Кільцева                 | вул.  |                                                                                                   | | Байдаківка                       |         |
| Кленова                  | вул.  | Піонерська, Орджонікідзе                                                                          | | Перемога                         | 2016    |
| Козацька                 | вул.  | Червоного Козацтва                                                                                | Козаки | Центр                            | 2016    |
| Козацький шлях           | вул.  | дорога з Нової Праги, Куйбишева                                                                   | Козаки | 15-й мкр-н                       | 2016    |
| Комунальна               | вул.  | Водовозна (до 1930х рр)                                                                           | | Центр                            |         |
| Космічна                 | вул.  |                                                                                                   | | Новопилипівка                    |         |
| Котляревського           | вул.  |                                                                                                   | Котляревський Іван Петрович | Перемога                         |         |
| Коцюбинського            | вул.  |                                                                                                   | Коцюбинський Михайло Михайлович | Перемога                         |         |
| Кременчуцька             | вул.  | Ісакієвська, Петровського                                                                         | Кременчук | Восьма Школа, Покровка           |         |
| Кринична                 | вул.  | Ватутіна                                                                                          | | Байдаківка                       | 2023    |
| Крюківська               | вул.  |                                                                                                   | Крюків | Пролісок                         |         |
| Культурна                | вул.  |                                                                                                   | | Восьма Школа, Покровка           |         |
| Левка Лук'яненка         | вул.  | Харчова, Титова                                                                                   | Лук'яненко Левко Григорович, український дисидент | Центральна ч-на                  | 2024    |
| Леоніда Бикова           | вул.  | частина Леніна, Нестерова                                                                         | Биков Леонід Федорович | Новопилипівка                    | 2023    |
| Леоніда Коваленка        | вул.  | Жданова                                                                                           | Коваленко Леонід Іванович, загинув у Афганістані | Байдаківка                       |         |
| Леоніда Пиженка          | вул.  | Складська                                                                                         | Пиженко Леонід Гнатович, загинув у Афганістані | Центральна ч-на                  |         |
| Леоніда Чернова          | вул.  | Островського                                                                                      | Чернов Леонід Кіндратович | 14-й мкр-н, 15-й мкр-н           | 2016    |
| Лесі Українки            | вул.  |                                                                                                   | Леся Українка | Центральна ч-на                  |         |
| Леся Курбаса             | вул.  | Тракторна (Трактористів),70 років Жовтня, 70 років Перемоги (з 2016)                              | Лесь Курбас | Перемога                         | 2023    |
| Липнева                  | вул.  | Лесі Українки, Желєзнякова                                                                        | | Центральна ч-на, Бам             | 2016    |
| Лісова                   | вул.  |                                                                                                   | | Перемога                         |         |
| Лугова                   | вул.  |                                                                                                   | | Вербова Лоза                     |         |
| Львівська                | вул.  |                                                                                                   | Львів | Новопилипівка                    |         |
| Макаренка                | вул.  | частина Леніна                                                                                    | Макаренко Антон Семенович | Бадина                           |         |
| Максима Бендерова        | вул.  | Онуфріївська, Ворошилова, Пархоменка, Староонуфріївська (2016—2017)                               | Бендеров Максим Васильович | Заводський мкрн, ЗеБе            | 2017    |
| Марії Заньковецької      | вул.  | Приютівська, Канатенка (з 1920-30 рр)                                                             | Заньковецька Марія Костянтинівна | ЗеБе                             | 2016    |
| Марії Козинець           | вул.  | Рибача                                                                                            | Розстріляна олександрійська підпільниця часів ДСВ | Байдаківка                       |         |
| Марусі Чурай             | вул.  | Толбухіна                                                                                         | Маруся Чурай | Перемога                         | 2023    |
| Металістів               | вул.  |                                                                                                   | | Новопилипівка                    |         |
| Миколаївська             | вул.  |                                                                                                   | Миколаїв | Байдаківка                       |         |
| Миру                     | вул.  | Культурна                                                                                         | | Перемога                         |         |
| Михайла Бачинського      | вул.  | Чапаєва, Ленінського Комсомолу                                                                    | Бачинський Михайло Опанасович | Центральна ч-на, Тинда           | 2016    |
| Михайла Грушевського     | вул.  | Дзержинського, Чекістів                                                                           | Грушевський Михайло Сергійович | Центр                            | 2016    |
| Михайла Донця            | вул.  | Чайковського                                                                                      | Донець Михайло Олександрович, український актор та режисер. Працював режисером Народного театру міського будинку культури | Байдаківка                       | 2024    |
| Миколи Борисова          | вул.  | Чернишевського                                                                                    | Микола Борисов (1860—1933), земський, громадсько-політичний діяч, публіцист | Байдаківка                       | 2024    |
| Миколи Зерваницького     | вул.  | Чубаря                                                                                            | Зерваницький Микола Іванович (1845—1903), олександрійський земський діяч | Центральна ч-на                  | 2016    |
| Миколи Лисенка           | вул.  | Осипенка                                                                                          | Лисенко Микола Віталійович, корифей театру | ЗеБе                             | 2024    |
| Миколи Хвильового        | вул.  | частина Леніна, Лейтенанта Шмідта                                                                 | Микола Хвильовий | Бадина                           | 2023    |
| Набережна                | вул.  | Набережна, Білль-Білоцерківського                                                                 | Поруч річка Інгулець | Центральна ч-на                  | 2016    |
| Нагорна                  | вул.  |                                                                                                   | | Перемога                         |         |
| Надії                    | вул.  |                                                                                                   | | Заводський мкрн                  |         |
| Незалежності             | вул.  |                                                                                                   | |                                  |         |
| Неоніли Бузаньової       | вул.  | Чернишевського, 8 Березня                                                                         | Неоніла Феодосіївна Бузаньова (1910—2006), зав. хірургічним відділенням лікарні | Перемога                         | 2024    |
| Неоніли Крюкової         | вул.  | Ціолковського                                                                                     | Крюкова Ніла Валеріївна, випускниця міського училища культури | Перемога                         | 2024    |
| Нижче-Польова            | вул.  |                                                                                                   | | 14-й мкр-н                       |         |
| Новоселів                | вул.  |                                                                                                   | | Забалка                          |         |
| Одеська                  | вул.  |                                                                                                   | Одеса | Байдаківка                       |         |
| Озерна                   | вул.  | Озірна                                                                                            | | Байдаківка                       |         |
| Олександра Козенка       | вул.  | Лісна (Лісова), Тельмана                                                                          | Козенко Олександр Сергійович | Центр                            | 2016    |
| Олександра Козьми        | вул.  | Островського, Дем'яна Бєдного                                                                     | Козьма Олександр Іванович | Байдаківка                       | 2016    |
| Олександра Мещанінова    | вул.  | Тургенєва                                                                                         | Мещанінов Олександр Іванович | 14-й мкр-н                       | 2024    |
| Олександрійська          | вул.  |                                                                                                   | | 14-й мкр-н                       |         |
| Олексія Скічка           | вул.  | Нижньо-Головківська, Радянська                                                                    | Скічко Олексій Омелянович, підлягає декомунізації | 14-й мкр-н                       | 2016    |
| Олени Теліги             | вул.  | Лізи Чайкіної                                                                                     | Теліга Олена Іванівна | Забалка                          | 2023    |
| Ольги Березняк           | вул.  | Ясельна                                                                                           | Розстріляна олександрійська підпільниця часів ДСВ | 15-й мкр-н                       |         |
| Онуфріївська             | вул.  |                                                                                                   | Онуфріївка |                                  |         |
| Осіння                   | вул.  |                                                                                                   | | Перемога                         |         |
| Остапа Вишні             | вул.  | Шахтарська, Крилова                                                                               | Остап Вишня, український письменник-гуморист | Байдаківка                       | 2024    |
| Павла Полуботка          | вул.  | Олега Кошового                                                                                    | Гетьман Павло Полуботок | Забалка                          | 2023    |
| Пантаївська              | вул.  |                                                                                                   | Пантаївка | Заводський мкрн                  |         |
| Партизанська             | вул.  | Порохова, Партизанська, Юнацька (ДСВ), Партизанська                                               | | Покровка                         |         |
| Патріотів України        | вул.  | Володарського                                                                                     | | Покровка                         | 2016    |
| Петра Болбочана          | вул.  | Зої Космодем'янської                                                                              | Болбочан Петро Федорович | Забалка                          | 2023    |
| Петра Дорошенка          | вул.  | Декабристів                                                                                       | Гетьман Петро Дорошенко | Покровка                         | 2024    |
| Петра Маркова            | вул.  | Фадєєва                                                                                           | Олександрійський підпільник часів ДСВ | 14-й мкр-н                       |         |
| Петра Сагайдачного       | вул.  | Фрунзе                                                                                            | Петро Конашевич-Сагайдачний, кошовий отаман Запорізької Січі | Центр                            | 2016    |
| Перспективна             | вул.  | Бердянська, Міліцейська, Бульварна, пров. Військовий, 50 років Жовтня                             | Значення невідоме | Центр                            | 2016    |
| Південна                 | вул.  | Кошового, Південна                                                                                | | Новопилипівка                    |         |
| Північна                 | вул.  |                                                                                                   | | Покровка                         |         |
| Пилипа Гриценка          | вул.  | Паризької Комуни                                                                                  | Гриценко Пилип Юхимович, підлягає декомунізації | Заводський мкрн                  | 2016    |
| Пилипа Орлика            | вул.  | Рікова, Анрі Барбюса, Рікова (2016—2022)                                                          | Пилип Орлик. Історична дорадянська назва Рікова, від річки та потічка. Історичну назву повернуто у 2016, знищено у 2022 під приводом «декомунізації»                                                                                                  | Покровка                         | 2022    |
| Полтавська               | вул.  |                                                                                                   | Полтава | Восьма Школа                     |         |
| Польова                  | вул.  |                                                                                                   | | 14-й мкр-н, 15-й мкр-н           |         |
| Поштова                  | вул.  | Поштова, Першо-Травнева (з листопада 1922), Першотравнева                                         | У ХІХ ст. на цій вулиці знаходилася поштова станція | Центр                            | 2022    |
| Промислова               | вул.  | Боженка                                                                                           | | Забалка                          | 2016    |
| Рєпіна                   | вул.  | Матросова                                                                                         | Рєпін Ілля Юхимович | Перемога                         |         |
| Ровенська                | вул.  |                                                                                                   | Рівне | 15-й мкр-н                       |         |
| Росинська                | вул.  |                                                                                                   | |                                  |         |
| Садова                   | вул.  |                                                                                                   | | Центральна ч-на, Бам             |         |
| Самійла Величка          | вул.  | Кошового, Дружби народів                                                                          | Самійло Величко | Байдаківка                       | 2024    |
| Санітарна                | вул.  | Грязна                                                                                            | | Покровка                         |         |
| Світловодська            | вул.  |                                                                                                   | Світловодськ | Восьма Школа                     |         |
| Свободи                  | вул.  | Садова                                                                                            | | Новопилипівка                    |         |
| Святомиколаївська        | вул.  | Миколаївська, Пролетарська (І пол. 1923), Громадянська (ДСВ), Пролетарська                        | Історична назва — Миколаївська, від Миколаївської церкви (знесена 1934), першого храму міста | Центр                            | 2016    |
| Севастопольська          | вул.  |                                                                                                   | Севастополь |                                  |         |
| Селищна                  | вул.  |                                                                                                   | Знаходиться у селищі Перемога | Забалка                          |         |
| Січеславська             | вул.  | Пролетарська, Черняховського                                                                      | Січеслав | Селище Аварійне                  | 2023    |
| Січових Стрільців        | вул.  | Гагаріна                                                                                          | Січові Стрільці | Тинда                            | 2024    |
| Скіфська                 | вул.  | Комінтерна                                                                                        | Скіфи | ЗеБе                             | 2016    |
| Сонячна                  | вул.  |                                                                                                   | | Пролісок                         |         |
| Соняшникова              | вул.  | Січнева                                                                                           | |                                  | 2022    |
| Софіївська               | вул.  | Тюремна, Луначарського                                                                            | Значення невідоме | Центр                            | 2016    |
| Сосюри                   | вул.  | Рози Люксембург                                                                                   | Сосюра Володимир Миколайович | Новопилипівка                    |         |
| Ставкова                 | вул.  | Корнійчука                                                                                        | | Перемога                         | 2021    |
| Степова                  | вул.  |                                                                                                   | | Восьма Школа                     |         |
| Сторожівська             | вул.  | Карла Маркса                                                                                      | Від назви села Сторожівка (Трапезон), що знаходилося приблизно на цьому місці. | Байдаківка                       | 2016    |
| Студентська              | вул.  | Федорівська+Водопійна, Червоностудентська                                                         | | Покровка, ЗеБе                   | 2016    |
| Східна                   | вул.  | Сталінградська, Ленінградська                                                                     | | Центральна ч-на                  | 2016    |
| Таврійська               | вул.  | Таврійська+Полтавська, Примакова, Полтавська, Примакова                                           | Таврія. Історична назва частини сучасної вулиці. | Центр                            | 2016    |
| Театральна               | вул.  |                                                                                                   | | Перемога                         |         |
| Телевізійна              | вул.  | Аеродромна                                                                                        | Поруч Олександрійська телевежа | Заводський мкрн                  |         |
| Травнева                 | вул.  |                                                                                                   | |                                  |         |
| Трапезонська             | вул.  | частина Леніна, Постишева                                                                         | Від назви села Трапезон (Сторожівка), що знаходилося поруч. | Бадина                           | 2016    |
| Українська               | вул.  | Озерна (за планом 1872)                                                                           | | Центральна ч-на                  |         |
| Українських Повстанців   | вул.  | Тихомирова                                                                                        | Українська повстанська армія | Забалка                          | 2023    |
| Українського Відродження | вул.  | пров. Данилівський, Кар'єрна, 2-го Українського фронту                                            | Розстріляне відродження | 14-й мкр-н                       | 2023    |
| Фабрична                 | вул.  |                                                                                                   | | Байдаківка                       |         |
| Федора Мержанова         | вул.  | пров. Леніна, вул. Комарова                                                                       | Мержанов Федір Миколайович (21.04.1891 — 24.04.1971), краєзнавець, автор спогадів про місто ХІХ — поч. ХХ століть (1962), ініціатор та організатор створення краєзнавчого музею                                                                       | Новопилипівка                    | 2023    |
| Катерини Білокур         | вул.  | Заовражна, Філатова                                                                               | Білокур Катерина Василівна, українська художниця | Забалка                          |         |
| Флотська                 | вул.  | Верхня, Червонофлотська                                                                           | | Перемога                         | 2016    |
| Франка                   | вул.  | Нижньо-Бойківська                                                                                 | Франко Іван Якович | 15-й мкр-н                       |         |
| Харківська               | вул.  |                                                                                                   | Харків |                                  |         |
| Холодноярська            | вул.  | Чкалова                                                                                           | Холодноярська республіка | Восьма Школа                     | 2016    |
| Червнева                 | вул.  | Землячки                                                                                          | | Центральна ч-на                  | 2016    |
| Червона                  | вул.  |                                                                                                   | | 15-й мкр-н                       |         |
| Черкаська                | вул.  |                                                                                                   | Черкаси | Байдаківка                       |         |
| Чижевського              | вул.  | Херсонська, Рози Люксембург, Сільськогосподарська (ДСВ), Рози Люксембург                          | Чижевський Дмитро Іванович | Центр                            | 1990-ті |
| Чорноліська              | вул.  | Фурманова                                                                                         | Республіка Чорного Лісу | Перемога                         | 2016    |
| Шахтарська               | вул.  |                                                                                                   | | Центр                            |         |
| Шевченка                 | вул.  | Центральна, Шевченківська (І пол. 1923)                                                           | Шевченко Тарас Григорович | Центр                            |         |
| Шкільна                  | вул.  |                                                                                                   | | Восьма Школа, Пролісок           |         |
| Юрія Кондратюка          | вул.  | частина Леніна, Курчатова                                                                         | Кондратюк Юрій Васильович, український вчений, автор траси польоту на Місяць | Бадина                           | 2024    |
| Юрія Корлюка             | вул.  | Приовражна (Приярна), Юрія Карлюка (до 2023)                                                      | Рядовий Юрій Петрович Корлюк (Карлюк) загинув у Афганістані | Восьма Школа                     | 2023    |
| Юрія Осмоловського       | вул.  | Максима Горького                                                                                  | Осмоловський Юрій Володимирович, хірург, головлікар Олександрійської лікарні | Центр                            | 2016    |
| Юрія Тютюнника           | вул.  | Любові Шевцової                                                                                   | Тютюнник Юрій Йосипович | Забалка                          | 2023    |
| Яблунева                 | вул.  | Димитрова                                                                                         | | 15-й мкр-н                       | 2016    |
| Ярмаркова                | вул.  | Семашка                                                                                           | Історична дорадянська, на місці ярмарку нині ринок | Центр                            | 2016    |
| Ярослава Мудрого         | вул.  | Некрасова, Руднєва                                                                                | Ярослав Мудрий | Перемога                         | 2022    |
| Ярочинська               | вул.  | Щорса                                                                                             | Місто-побратим Олександрії Ярочин (Польща) | 14-й мкр-н                       | 2016    |
| 1-й Крюківський          | пров. |                                                                                                   | Крюків |                                  |         |
| 2-й Крюківський          | пров. |                                                                                                   | Крюків |                                  |         |
| Аграрний                 | пров. | Комсомольський                                                                                    | Через Аграрний коледж неподалік | Центр                            | 2016    |
| Анатолія Пивовара        | пров. | Толстого                                                                                          | Пивовар Анатолій Васильович, історик, краєзнавець | Покровка                         | 2024    |
| Анатолія Яблонського     | пров. | 2-й Червоностудентський, Герцена                                                                  | Анатолій Яблонський (1933—2012), багаторічний настоятель Свято-Покровського собору | ЗеБе                             | 2024    |
| Андріївський             | пров. |                                                                                                   | |                                  |         |
| Банний                   | пров. |                                                                                                   | | Перемога                         |         |
| Березівський             | пров. |                                                                                                   | Березівка — річка неподалік, притока Інгульця. |                                  |         |
| Бориса Йогансона         | пров. | Сінний                                                                                            | Йогансон Борис Володимирович, російський художник | Заводський мкрн                  |         |
| Борі Бєлого              | пров. | Поточний                                                                                          | Розстріляний юний олександрійський підпільник часів ДСВ | Перемога                         |         |
| Вавілова                 | пров. | Середній                                                                                          | Вавилов Микола Іванович, російський вчений | Перемога                         |         |
| Валерія Лобановського    | пров. | Інгулецький, Михайла Іванова                                                                      | Лобановський Валерій Васильович | 15-й мкр-н                       | 2024    |
| Василя Пащенка           | пров. | Кірова                                                                                            | Розстріляний олександрійський підпільник часів ДСВ | Покровка                         |         |
| Василя Стефаника         | пров. | Вище Празький, Сергія Тюленіна                                                                    | Стефаник Василь Семенович | 15-й мкр-н                       | 2023    |
| Василя Стуса             | пров. | Залізничний, Костянтина Заслонова                                                                 | Стус Василь Семенович | ЗеБе                             | 2023    |
| Вересневий               | пров. | Воровського                                                                                       | | 14-й мкр-н                       | 2016    |
| Верхній                  | пров. |                                                                                                   | | Центральна ч-на                  |         |
| Весняний                 | пров. | Міліцейський, Павла Дибенка                                                                       | | Центральна ч-на                  | 2016    |
| Віктора Голуба           | пров. | Хасанський                                                                                        | Мол. сержант Віктор Голуб, загинув у Афганістані | Восьма Школа                     |         |
| Вікторії Білаківської    | пров. | Інтернаціональний                                                                                 | Білаківська Вікторія Марківна | ЗеБе                             | 2016    |
| Внутрішній               | пров. | Внутрішній, Федора Нетреби                                                                        | Історична назва, через розташування | Покровка                         | 2016    |
| Володимира Вернадського  | пров. | Академіка Павлова                                                                                 | Вернадський Володимир Іванович, перший президент Української академії наук | 14-й мкр-н                       | 2024    |
| Володимира Груші         | пров. | Польовий                                                                                          | Розстріляний олександрійський підпільник часів ДСВ | 15-й мкр-н                       |         |
| Володимира Коляди        | пров. | Лісовий, Івана Сухинова                                                                           | Володимир Коляда (1924-бл. 2013), місцевий художник | Перемога                         | 2024    |
| Володимира Скринника     | пров. | Снарядний                                                                                         | Розстріляний олександрійський підпільник часів ДСВ | Покровка                         |         |
| Гайдамацький             | пров. | Цегельний, Івана Кожемякіна                                                                       | Гайдамаки | Байдаківка                       | 2023    |
| Гвардійський             | пров. | Горняцький                                                                                        | | Покровка                         |         |
| Гната Юри                | пров. | Річковий                                                                                          | Юра Гнат Петрович | Центральна ч-на                  |         |
| Горіховий                | пров. |                                                                                                   | |                                  |         |
| Гостинний                | пров. | 2-й Кримський, Челюскінців                                                                        | | Покровка                         | 2023    |
| Грабовського             | пров. | Степовий                                                                                          | Грабовський Павло Арсенович | Перемога                         |         |
| Григорія Грузина         | пров. | Новий                                                                                             | Розстріляний олександрійський підпільник часів ДСВ | Заводський мкрн                  |         |
| Григорія Марченка        | пров. | Менделеєва                                                                                        | Розстріляний олександрійський підпільник часів ДСВ | Забалка                          |         |
| Дмитра Бернадського      | пров. | Хасанський, Ярославського                                                                         | Дмитро Бернадський — інженер-геолог, археолог, активіст охорони природи | Восьма Школа                     | 2022    |
| Довженка                 | пров. |                                                                                                   | Довженко Олександр Петрович | ЗеБе                             |         |
| Євгена Маланюка          | пров. | Телевізійний, Маршала Конєва                                                                      | Маланюк Євген Филимонович | Заводський мкрн                  | 2022    |
| Затишний                 | пров. | Маяковського                                                                                      | | 15-й мкр-н                       | 2023    |
| Захисників Маріуполя     | пров. | Краснодонців                                                                                      | Захисники Маріуполя від російських окупантів | Заводський мкрн                  | 2023    |
| Зелений                  | пров. |                                                                                                   | | Центральна ч-на                  |         |
| Златопіль                | пров. |                                                                                                   | Златопіль |                                  |         |
| Знам'янський             | пров. |                                                                                                   | Знам'янка |                                  |         |
| Зоряний                  | пров. | Суворова                                                                                          | | 15-й мкр-н                       | 2023    |
| Івана Богуна             | пров. |                                                                                                   | Іван Богун | 14-й мкр-н                       |         |
| Івана Головка            | пров. | Тихий                                                                                             | Розстріляний олександрійський підпільник часів ДСВ | Перемога                         |         |
| Івана Гонти              | пров. | Волховський                                                                                       | Іван Ґонта | Новопилипівка                    | 2023    |
| Івана Горовецького       | пров. | Гірничий                                                                                          | Горовецький Іван Феофанович | Вербова Лоза                     |         |
| Івана Гороновича         | пров. | Ленінський                                                                                        | Горонович Іван Іванович (1837—1909), юрист, земський діяч, перший голова Олександрійської земської управи (1865-71). | Центральна ч-на                  | 2016    |
| Івана Піянзіна           | пров. | Резервний                                                                                         | Підполковник Іван Піянзін, загинув у Афганістані | Покровка                         |         |
| Іванівський              | пров. | част. вул. Іванівська + вул. Гусьєвська, Сакко і Ванцетті, Павлика Морозова                       | Історична дорадянська назва — вул. Іванівська | Покровка                         | 2016    |
| Інгулецький              | пров. | Ульянова, Антонова-Овсеєнка                                                                       | Інгулець | Центральна ч-на                  | 2016    |
| Інни Шульги              | пров. | Мурманський                                                                                       | Шульга Інна Антонівна (14.09.1924 — 07.05.2003), педагог, історик, музеєзнавець, засновниця і перший директор музею Миру, Почесний громадянин міста (1998).                                                                                           | Покровка                         | 2023    |
| Кармелюка                | пров. |                                                                                                   | Кармалюк Устим Якимович | Восьма Школа                     |         |
| Карпа Хазана             | пров. | Ремісничий                                                                                        | Розстріляний олександрійський підпільник часів ДСВ | Перемога                         |         |
| Квітки Цісик             | пров. | Культурний, Мусоргського                                                                          | Квітка Цісик, українсько-американська співачка | Восьма Школа                     | 2024    |
| Кіммерійський            | пров. | Червоного Козацтва, Олексія Степанова                                                             | Кімерійці | Центральна ч-на                  | 2016    |
| Кіндрата Рожнова         | пров. | Заводський                                                                                        | Розстріляний олександрійський підпільник часів ДСВ | Заводський мкрн                  |         |
| Козацький                | пров. | Ломоносова                                                                                        | Українське козацтво | 15-й мкр-н                       | 2024    |
| Копиленка                | пров. | Пушкіна                                                                                           | Копиленко Олександр Іванович | Заводський мкрн                  |         |
| Користівський            | пров. |                                                                                                   | Користівка, недалеко Користівський міст | Покровка                         |         |
| Кримський                | пров. |                                                                                                   | Крим | Покровка                         |         |
| Кропивницького           | пров. |                                                                                                   | Кропивницький Марко Лукич | Заводський мкрн                  |         |
| Курганський              | пров. |                                                                                                   | Курган | 15-й мкр-н                       |         |
| Леоніда Литвиненка       | пров. | Сєрова                                                                                            | Литвиненко Леонід Андрійович, художній керівник районного будинку культури, актор міського театру | Центральна ч-на                  | 2024    |
| Леоніда Чернова          | пров. |                                                                                                   | Чернов Леонід Кіндратович |                                  |         |
| Леонтовича               | пров. | Гагаріна                                                                                          | Леонтович Микола Дмитрович | Центральна ч-на                  |         |
| Марії Приймаченко        | пров. | Леніна, Нахімова                                                                                  | Примаченко Марія Оксентіївна | Новопилипівка                    | 2023    |
| Мар'ївський              | пров. | Мар'ївська вул., Котовського                                                                      | Історична дорадянська назва | Покровка                         | 2016    |
| Миколи Вороного          | пров. | Раскової                                                                                          | Вороний Микола Кіндратович | Покровка                         | 2022    |
| Миколи Герасюти          | пров. | Франка                                                                                            | Герасюта Микола Федорович | 15-й мкр-н                       |         |
| Миколи Левитського       | пров. | Гоголя, Рилєєва                                                                                   | Левитський Микола Васильович, «батько кооперації» | Перемога                         | 2024    |
| Миколи Стрельцова        | пров. | Оградний                                                                                          | Мол.сержант Микола Стрельцов, загинув у Афганістані | Перемога                         |         |
| Михайла Гризана          | пров. | Короткий                                                                                          | Сержант Михайло Гризан, загинув у Афганістані | Заводський мкрн                  |         |
| Михайла Олефіренка       | пров. | 1-й Червоностудентський                                                                           | Розстріляний олександрійський підпільник часів ДСВ | Покровка                         |         |
| Молодіжний               | пров. |                                                                                                   | | Байдаківка                       |         |
| Надовражний              | пров. | Надовражний, Олеко Дундича                                                                        | | ЗеБе                             | 2016    |
| Нагорний                 | пров. |                                                                                                   | | 15-й мкр-н                       |         |
| Нижній                   | пров. |                                                                                                   | | Центральна ч-на                  |         |
| Никифора Луценка         | пров. | Калініна                                                                                          | Луценко Никифір Харитонович, підлягає декомунізації | Центр                            |         |
| Новопетрівський          | пров. | Тихомирова, Маршала Жукова                                                                        | Історичне села Новопетрівка знаходилося неподалік | Забалка                          | 2016    |
| Ноя Морозовського        | пров. | Польовий, Маршала Будьонного                                                                      | Морозовський Ной Самуїлович | Перемога                         | 2016    |
| Миколи Міхновського      | пров. | Щорса, Брюллова                                                                                   | Міхновський Микола Іванович, ідеолог українського націоналізму | Новопилипівка                    | 2024    |
| Наума Левковського       | пров. | Береговий, Огарьова                                                                               | Левковський Наум Маркович (1912—2006), дерматовенеролог з Олександрії | Покровка                         | 2024    |
| Озерний                  | пров. | Сільгоспна, Озірний                                                                               | На березі Перемозького водосховища | Байдаківка                       |         |
| Олександра Горського     | пров. | Березівський, Якіра                                                                               | Горський Олександр Валентинович | ЗеБе                             | 2016    |
| Олександра Олеся         | пров. | Маяковського, Індустріальний                                                                      | Олександр Олесь | Центральна ч-на                  | 2022    |
| Олександра Шакала        | пров. | вул. Циганська. Шевченка                                                                          | Розстріляний олександрійський підпільник часів ДСВ | Покровка                         |         |
| Олени Журливої           | пров. | Тухачевського                                                                                     | Журлива Олена Костівна | 14-й мкр-н                       | 2016    |
| Павла Дацуги             | пров. | Кар'єрний                                                                                         | Розстріляний олександрійський підпільник часів ДСВ | 14-й мкр-н                       |         |
| Павла Зімяхіна           | пров. | Жовтневий, Мічуріна                                                                               | Зімяхін Павло Олександрович (27.11.1911 — 21.03.2004), агробіолог-селекціонер, вчитель біології школи № 2, поет, фотохудожник. Почесний голова міського осередку ІППБТ «Меморіал» та Меморіалу імені В.Стуса. Репресований у 1940 по справі Вавілова. | Покровка                         | 2023    |
| Павла Чаговця            | пров. | Гастелло                                                                                          | Чаговець Павло Пилипович (1920—1995), головний інженер дирекції капітального будівництва комбінату «Олександріявугілля», почесний громадянин | Центр                            | 2023    |
| Панаса Феденка           | пров. | Лермонтова                                                                                        | Феденко Панас Васильович, закінчив міську гімназію | Восьма Школа, Пролісок           | 2023    |
| Перемоги                 | пров. |                                                                                                   | | Центр                            |         |
| Петра Дегтяря            | пров. | частина. вул. Водовозна, 1-й Комунальний                                                          | Олександрійський підпільник часів ДСВ | Центр                            |         |
| Пирогова                 | пров. | Зелений                                                                                           | | Перемога                         |         |
| Покровський              | пров. | Партизанський, Маршала Ворошилова                                                                 | Покровська церква (знесена у 1936), Покровська площа | Покровка                         | 2021    |
| Польовий                 | пров. |                                                                                                   | | 14-й мкр-н                       |         |
| Попова                   | пров. | Котовського                                                                                       | Попов Леонід Іванович | Байдаківка                       |         |
| Порфирія Вострикова      | пров. | Маяковського, Виборзький                                                                          | Востриков Порфирій Єрмолайович (01.07.1860 — 8.02.1927), земський лікар, 1-й санітарний лікар повіту, учасник міжнародного конгресу лікарів 1912, засновник 1-го пологового відділення в Новій Празі. Автор наукових праць.                           | Перемога                         | 2023    |
| Привокзальний            | пров. | Чичеріна                                                                                          | Поруч залізничний вокзал | Центр                            | 2016    |
| Профспілковий            | пров. |                                                                                                   | | Центральна ч-на                  |         |
| Поштовий                 | пров. | Поштовий, Василя Валявки                                                                          | | Перемога                         |         |
| Рильського               | пров. | Матросова                                                                                         | Рильський Максим Тадейович | Новопилипівка                    |         |
| Родини Пищевичів         | пров. | Клари Цеткін, Софії Тарнопільської                                                                | Пищевич Семен Григорович, Пишчевич Симеон Степанович, Пишчевич Олександр Семенович | Центральна ч-на                  | 2016    |
| Росинський               | пров. |                                                                                                   | | Восьма Школа                     |         |
| Садовий                  | пров. |                                                                                                   | |                                  |         |
| Самійла Кішки            | пров. | Котовського, Можайського                                                                          | Козацький ватажок Самійло Кішка | Центральна ч-на                  | 2023    |
| Семена Апостолова        | пров. | 2-й Комунальний                                                                                   | Розстріляний олександрійський підпільник часів ДСВ | Центр                            |         |
| Семена Климовського      | пров. | Чернишевського                                                                                    | Семен Климовський, український філософ, автор пісні «Їхав козак за Дунай», жив неподалік | Перемога                         | 2024    |
| Сергія Солопа            | пров. | Західний                                                                                          | Рядовий Сергій Солоп, загинув у Афганістані | 15-й мкр-н                       |         |
| Середній                 | пров. |                                                                                                   | | Центральна ч-на                  |         |
| Серпневий                | пров. | Ясельний, Затонського                                                                             | | Перемога                         | 2016    |
| Соломії Крушельницької   | пров. | Білоруський                                                                                       | Крушельницька Соломія Амвросіївна | Покровський мікрорайон           | 2024    |
| Сонячний                 | пров. |                                                                                                   | | Пролісок                         |         |
| Станіслава Лазаревича    | пров. | Брикетний                                                                                         | Лазаревич Станіслав Васильович, загинув у Афганістані | Центральна ч-на                  |         |
| Степняка-Кравчинського   | пров. | Колгоспний                                                                                        | Кравчинський Сергій Михайлович | 15-й мкр-н                       |         |
| Степовий                 | пров. |                                                                                                   | | Пролісок                         |         |
| Таврійський              | пров. | Боєнський, Блюхера                                                                                | Таврія | 15-й мкр-н                       | 2016    |
| Тихий                    | пров. | Шкільний, Косіора                                                                                 | | Перемога                         | 2016    |
| Транспортний             | пров. |                                                                                                   | | Заводський мкрн, ЗеБе            |         |
| Учительський             | пров. |                                                                                                   | | Центр                            |         |
| Федора Квартюка          | пров. | Пугачова                                                                                          | Федір Квартюк, очільник міської «Просвіти» поч. ХХст., земський діяч, член УПСР. Популяризував українську культуру, мову, гімн «Ще не вмерла Україна». Розстріляний більшовиками у 1929.                                                              | 15-й мкр-н                       | 2024    |
| Цеглянокаменярський      | пров. |                                                                                                   | | 14-й мкр-н                       |         |
| Чигринський              | пров. | Енгельса, Урицького                                                                               | Історична дорадянська, ймовірно від Чигирин | Покровка                         | 2016    |
| Чумацький                | пров. | Разіна                                                                                            | Чумацтво | 15-й мкр-н                       | 2024    |
| Шевченка                 | пров. |                                                                                                   | Шевченко Тарас Григорович |                                  |         |
| Шкільний                 | пров. |                                                                                                   | |                                  |         |
| Якова Шахунянца          | пров. | Діброви                                                                                           | Розстріляний олександрійський підпільник часів ДСВ | Центр                            |         |
| Якова Яковенка           | пров. | Декабристів                                                                                       | Розстріляний олександрійський підпільник часів ДСВ | Покровка                         |         |
| Ярослава Гороховатського | пров. | Луначарського                                                                                     | Гороховатський Ярослав Борисович | Центр                            |         |
| Поліграфістів            | пр-д  |                                                                                                   | Поруч знаходилася Фабрика діаграмних паперів | Перемога                         |         |